# Gaudichaudia albida
Gaudichaudia albida là một loài thực vật có hoa trong họ Malpighiaceae. Loài này được Cham. & Schltdl. mô tả khoa học đầu tiên năm 1830.